# Mellisa Hollingsworth
Mellisa Hollingsworth, född den 4 oktober 1980 i Eckville, Kanada, är en kanadensisk skeletonåkare,
Hon tog OS-brons i skeleton i samband med de olympiska skeletontävlingarna 2006 i Turin.